# Perfect Day (песня Лу Рида)
Perfect Day (с англ. — «Прекрасный день») — песня, написанная Лу Ридом в 1972 году и выпущенная на его альбоме Transformer. Аранжировки гитары и пианино исполнил Мик Ронсон, также выступивший как продюсер альбома. Дэвид Боуи, ставший вторым продюсером сингла, записал партию синтезатора.
Британский журнал New Musical Express включил данную композицию в свой список «500 величайших песен всех времён», разместив её в нём на 269-й позиции.
Звучала в саундтреке фильма 1996 года «На игле».

## Другие исполнители
Версия песни в исполнении Duran Duran (вошедшая в их альбом Thank You) достигла позиции 28 в UK Singles Chart в 1995 году.
Песня «Perfect Day» открывает альбом The Gift Сьюзан Бойл.